# ستاره سینما

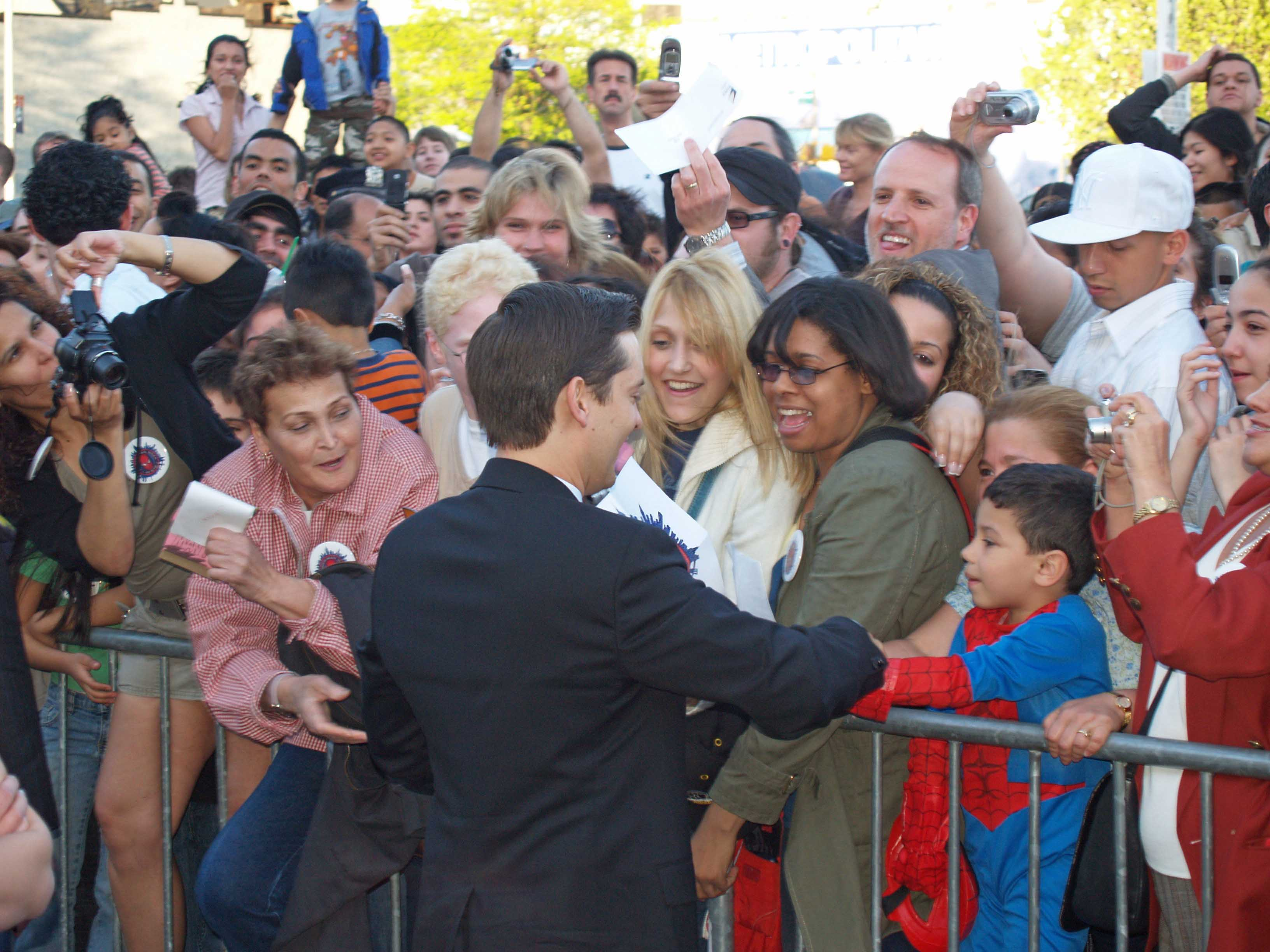
ستارهٔ سینما، توبی مگوایر در جمع هوادارنش در افتتاحیهٔ فیلم اسپايدر من ۳

ستاره سینما به بازیگری گفته می‌شود که در نظام فیلمسازی ارزش سرمایه‌ای دارد.
صنعت فیلم فرانسه نخستین سینمایی بود که به ارزشِ سرمایه‌ای برخی بازیگران و نقش آنها در فروش فیلم‌ها پی برد اما بعدتر سینمای هالیوود در ستاره‌سازی و استفاده از پدیدهٔ ستاره، گوی رقابت را از دیگران ربود. در نخستین سال‌ها پس از اختراع سینما، فیلم‌ها را معمولاً با نام استودیوی سازندهٔ فیلم می‌شناختند. اما به سرعت آشکار شد که برخی بازیگران از دیگران جذاب‌ترند. اولین ستارهٔ سینمایِ آمریکا، مری پیکفورد و پس از او چارلی چاپلین است.
نقشِ ستاره در سینما در فروشِ فیلم خلاصه نمی‌شود. ستاره‌ها می‌توانند برای فیلم حمایتِ مالی جلب کنند، حضور یک ستاره می‌تواند تهیه‌کننده را مُجاب کند که فیلمی را تهیه کند. برخی فیلمنامه‌ها برای ستاره‌های مشخصی نوشته می‌شود. برخی ستاره‌ها با ژانر مشخصی شناخته می‌شوند.
ستاره‌ها معمولاً چندرسانه‌ای هستند به این معنا که نه تنها روی پردهٔ سینما که در دیگر رسانه‌ها نظیر رادیو، تلویزیون، نشریات و ... نیز ظاهر می‌شوند. مجموعهٔ این رسانه‌ها با کمک استودیوهای فیلمسازی در تولید پدیدهٔ ستاره مؤثرند.